# Ł (латиниця)
 Ł, ł — літера розширеного латинського альфабету, утворена буквою L з додаванням штриха. У слов'янських мовах ця літера позначає звук, що походить із загальнослов'янського непалаталізованного /l/, хоча в сучасному польському альфабеті позначає звук /ʟ/ — дзвінкий губно-м'якопіднебінний апроксимант, який у білоруській мові позначається літерою ў, а в українській виливається у букву в у позиції перед приголосною або у кінці слова.
Присутня в польській, кашубській, лужицьких мовах, також використовується в історичному білоруському латинському альфабеті й історичних проєктах української латиниці, а з неслов'янських мов — у мові навахо, голікачук (індіанські), вілямівській і венеційській мовах.

## Білоруська мова
У білоруському латинському альфабеті літера Łł відповідає звичайній кириличній літері Лл, поки латинська літера Ll позначає палаталізоване, тобто м'яке /lʲ/. Однак до державної Інструкції з транслітерації білоруської мови літера Łł не була включена, замість неї використовується звичайна Ll, а м'яке /lʲ/ позначає літера Ĺĺ, відповідно з голосними використовується буквосполучення lia, lie, lio, liu.
На думку професорки та докторки філологічних наук Ніни Барщевської, написання в білоруській мові на кшталт lies, у запропонованій системі транслітерації білоруської мови, може призвести до помилкової дифтонгічної вимови, оскільки в деяких білоруських діалектах на півдні Білорусі, а також на Підляшші існує окремий дифтонг ie, що вимовляється як звук [і], який плавно переходить у [e]. Як зазначає білоруський мовознавець Вінцук Вячорка, введення цього розрізнення було необґрунтованим: буква Ll у самій латинській мові є «напівм’якою», м’який звук для білоруського вуха. Водночас зміна її значення на тверде [l], крім іншого, погіршує впізнаваність білоруського письма запозичень. Відповідно, необхідно відрізняти латиницю як національний альфабет від офіційної романізації топонімів.

## Польська мова
У сучасній польській мові літера Ł  позначає нескладове [ʟ], близьке до білоруського Ў, англійського W й українського В у словах «вовк», «став», «влити».
У старопольській мові літера Ł позначала звук, близький до українського твердого Л. Перехід до нескладового [ŭ] відбувався нерівномірно: найдовше цей звук зберігався у східнопольських діалектах (під впливом східнослов'янських мов), а також у діалектах східних Куяви та Сандомира.
До середини XX століття тверда вимова була обов'язковою для працівників радіо й телебачення, а також у сценічній мові (звідси поширена назва — пол. «ł aktorskie»). Зараз стара вимова зберігається в східних районах Польщі, у поляків Литви, Білорусі та України, а також серед акторів старшого покоління.

### Приклади використання
Імена історичних осіб:
- Jan Łukasiewicz [польська: [ˈjan ʟukaˈɕɛvʲitʂ]];
- Lech Wałęsa [польська: [ˈlɛx vaˈʟɛ̃sa]].

Деякі інші слова з ł:
- Wisła;
- Łódź;
- Łukasz;
- Michał;
- złoty.

### Історія
Вперше позначення твердого та м'якого польських звуків [l]/[l'] різними літерами зустрічається в орфографічному трактаті Якуба Паркошовиця, написаному близько 1440 року (зберігся в списках 1460 — 1470-х рр.): для м'якого звуку він запропонував літеру у вигляді рукописного {\displaystyle \ \ell }, а для твердого — l зі штрихом, що йде вліво вгору (дещо нагадує Ч); втім, прикладів застосування такої орфографії не збереглося.
А нинішню систему (позначати м'який звук звичайною літерою L, а твердий — перекресленою Ł) винайшов Станіслав Заборовський, що в 1514–1515 роках надрукував у Кракові книгу «Orthographia seu modus recte scribendi et legendi Polonicum idioma quam ultissimus». Він також вважається «батьком» польської літери Ż, проте інші запропоновані ним нововведення не прижилися, хоча сама ідея вжитку для польського письма діакритичних знаків замість нових літер також належить йому.
У написанні від руки перекреслення літери Ł/ł замінюється тильдою над літерою.

## Українська мова
Літера Łł присутня в розробленому історичному проєкті українського латинського альфабету Йосипом Лозинським «Абецадло», де вона як і в білоруській, позначає твердий звук /l/, тобто тверде Лл: Коломия — Kołomyja, Лариса — Łarysa, русалка — rusałka, стіл — stił, і т.д.. Відповідно латинська літера Ll позначає м'який звук /lʲ/: Тернопіль — Ternopil, Віталій — Vitalij, Любов — Lubow, льон — lon, лялька — lalka, і т.д.. Однак слід зазначити, що в деяких випадках відповідно ортографії Лозинського вона використовувалася після голосних для позначення звуку /w/, який відповідає Ў: бив — był, лапав — łapał, описав —  opysał, переконав — perekonał.
В історичному проєкті української латинки Їречека літера Łł використосувалася на позначення л у праслов'янському буквосполученні ъl + приголосний (vołk), тобто або в кінці складу (oreł, düł, vüł…; dołhyj, tołstyj..:, był, plił), або там, де примикає до приголосного, що замикає склад (tołk, dołh), зокрема в іменниках чоловічого роду з кінцевим Л та в чоловічих формах минулого часу (pochodył). Хоча слід зазначити, що Їречек помилково вважав, що в українській мові подібно як у словацькій існує потрійний звук Л: 
1. твердий (hart) — повніше, ніж чеське або німецьке l, але ж не доходить до повноти польського ł (це його l, напр., syla);
2. пом'якшене (erweicht), відповідає польському l (тобто м'яке /lʲ/, у його альфабеті воно позначається літерою ľ)
3. зміцнено тверде (potenziert hart), воно відповідає польському ł.

## Інші мови
- У мові навахо Ł використовується для позначення безголосого альвеолярного латерального фрикативного звука [ɬ], схожого на звук валлійської мови, що позначається Ll.
- У венеційській мові Ł позначає слабке інтервокальне [l], яке переходить в [e] і навіть повністю випадає у вимові.
- У латинських середньовічних манускриптах ł або ƚ (U+019A) використовувалося як латинське скорочення від vel «або».